# Adela Helić
Adela Helić est une joueuse de volley-ball serbe née le 24 février 1990 à Prijepolje. Elle mesure 1,85 m et joue au poste d'attaquante. Elle totalise 22 sélections en équipe de Serbie.

## Clubs
| Club                  | De        | À         |
| --------------------- | --------- | --------- |
| OK Prijepolje         | 2000-2001 | 2005-2006 |
| ŽOK Spartak           | 2006-2007 | 2012-2013 |
| Étoile Rouge          | 2013-2014 | 2014-2015 |
| MKS Muszyna           | 2015-2016 | 2015-2016 |
| KS Developres Rzeszów | 2016-2017 | 2017-2018 |
| RC Cannes             | 2018-2019 | 2018-2019 |
| MKS Kalisz            | 2019-2020 | 2019-2020 |
| Kaposvári Női RC      | 2020-2021 | …         |

## Palmarès
- Championnat de Serbie
  - Finaliste : 2010, 2012, 2013, 2014.
- Coupe de Serbie
  - Vainqueur : 2014.
  - Finaliste : 2012.
- Championnat de France
  - Vainqueur : 2019.
- Supercoupe de Serbie
  - Finaliste : 2013, 2014.